# جفاف روحي
في الرّوحانِية الكاثوليكية الجفاف الرّوحي أو الخَراب هُوَ عَدَم وُجود العَزاء الرُّوحي في الحياة الروحية لِلشخص. وهو شَكِل مِن أشكال الأزمات الرُّوحية التي تَحدث بِشَكل شَخصي كإحساس بالانفصال عن الله أو انعدام الشعور الروحي، خاصة خلال الصلاة التأملية. من المفارقات، يُعتَقد أن الجفاف الروحي يُمكِن أن يُؤدي إلى حُب أكبر مِن الله.

## اللاهوت
يصف التعليم المسيحي للكنيسة الكاثوليكية (CCC) الجفاف الروحي كصعوبة في حياة الصلاة في بعض الأحيان، مما قد يؤدي إلى الإحباط. يمكن أن يعرّض الجفاف نقص "الجذور" في العقيدة، ولكنه يوفر أيضًا فرصة للتشبث أكثر بالله. تشير (CCC) إلى البذرة التي سقطت على الصخور في حكاية الزارع، وكذلك إلى حبة ذكرى القمح الموجودة في إنجيل يوحنا. وصفتها الموسوعة الكاثوليكية بأنها شكل من أشكال "التطهير السلبي"، الذي هو ثمرة "تطهير الحب"، إلى أن تُلهب الروح بمحبّة الله بحيث تشعر كأنها جريحة وتتأذى بالرَّغبة في حبّه أكثر بشكل مكثف".
يمكن العثور على موضوع الجفاف الروحي في كتاب سفر أيوب، والمزمور، وتجارب الأنبياء، ومَقاطع كثيرة من العهد الجديد كما هو موضح أعلاه.

## وصف القديسين
كَتَب عَدد من القديسين الكاثوليك عَن تَجاربهم في الجفاف الروحي. في القرن السادس عشر وَصفه القديس يوحنا الصليب بأنه «ليلة الروح المظلمة». ووصفها أوغسطين بيكر بأنها «الخراب العظيم». تظهر يوميات الأم تريزا أنها جربت الجفاف الروحي طوال حياتها.